# Chavanay
Chavanay là một xã trong tỉnh Loire miền trung nước Pháp.